# Victoire dans les airs
Pour le film inspiré du livre, voir Victoire dans les airs (film).
Victoire dans les airs est un livre écrit par le major Alexander P. de Seversky en 1942 destiné à sensibiliser les Américains à la Seconde Guerre mondiale et adapté en 1943 par les studios Disney sous le même nom Victoire dans les airs.
Les deux œuvres mettent en avant la technique militaire du bombardement stratégique comme un moyen d'abréger le conflit mondial. Le film, après un historique de l'aviation en animation, laisse au major Alexander P. de Seversky le soin d'expliquer ses théories sur l'importance pour les alliés d'avoir une armée aérienne forte afin de vaincre l'alliance de l'Axe et du Japon durant la Seconde Guerre mondiale.
Six mois après l'attaque de Pearl Harbor (décembre 1941) et l'entrée dans la Seconde Guerre mondiale des États-Unis, le livre Victory through air power écrit par Alexander Procofieff de Seversky est publié et devient très populaire mais controversé car influent.
Seversky développe dans cet ouvrage une vision dans laquelle une force aérienne indépendante utilise des bombardiers intercontinentaux, au rayon d'action de plus de 3 000 milles (4 828 km), et d'autres aéronefs à buts stratégiques et non comme simple soutien aux forces terrestres. Toutefois cette vision, influencée par celle du général Billy Mitchell, implique une dispersion des ressources présentes dans les opérations militaires d'alors.
Seversky affirme :
1. « La croissance rapide de la portée et de la force de l'aviation militaire fait qu'il est certain que les États-Unis seront exposés à des attaques aériennes, dans un avenir proche, comme le sont les îles britanniques actuellement »
2. Ceux qui refusent cette possibilité démontrent une façon de pensée proche de la « mentalité de la Ligne Maginot ».
3. Les États-Unis doivent se préparer immédiatement à « une guerre inter-hémisphère directement par delà les océans ».
4. Les États-Unis doivent devenir la nation aérienne dominante, «  tel que l'Angleterre était auparavant la nation dominante des océans du monde ».

Le 3 mai 1942, Fletcher Pratt écrit la critique suivante :
« Personne n'a produit une analyse plus intelligente et compréhensible sur un élément de ce conflit mondial. Probablement personne n'a écrit quelque chose d'aussi réellement prophétique et personne n'est plus entêté »
Le 4 mai 1942, le livre est placé en première place de la liste des meilleures ventes du New York Times pour la mi-août et y reste quatre semaines. Le 10 mai, la rubrique Speaking of Books du New York Times cite cet ouvrage au côté de Mein Kampf et Defense Will Not Win the War (1942) du Lieutenant-Colonel William Fergus Kernan pour illustrer le fait que: « Dans aucune autre guerre, les livres n'ont joué une part si importance. Les livres ne sont pas seulement des supports d'informations. Ils fournissent des armes pour une poursuite réussie de la guerre »